# Cristiana Emília de Schwarzburg-Sondershausen
Cristiana Emília Antônia de Schwarzburg-Sondershausen (Sondershausen, 9 de abril de 1681 - Mirow, 1 de novembro de 1751) foi uma nobre alemã, filha do príncipe Cristiano Guilherme I de Schwarzburg-Sondershausen e da sua primeira esposa, a condessa Antónia Sibila de Barby-Mühlingen. Tornou-se duquesa-consorte de Meclemburgo-Strelitz através do seu casamento com Adolfo Frederico II, Duque de Meclemburgo-Strelitz.

## Casamento e descendência
No dia 10 de junho de 1705, Cristiana tornou-se a terceira e última esposa do duque Adolfo Frederico II de Meclemburgo-Strelitz. O casal teve dois filhos:
1. Sofia de Meclemburgo-Strelitz (11 de dezembro de 1706 - 22 de dezembro de 1708), morreu com dois anos de idade.
2. Carlos Luís Frederico de Meclemburgo-Strelitz (23 de fevereiro de 1708 - 5 de junho de 1752), casado com a duquesa Isabel Albertina de Saxe-Hildburghausen; com descendência.

Os descendentes da princesa Cristiana encontram-se um pouco por todas as famílias reais europeias, incluindo a britânica e a antiga Casa de Hohenzollern.

## Genealogia
| Cristiana Emília de Schwarzburg-Sondershausen | Pai: Cristiano Guilherme I, Príncipe de Schwarzburg-Sondershausen | Avô paterno: António Gunter I de Schwarzburg-Sondershausen | Bisavô paterno: Cristiano Günther I de Schwarzburg-Sondershausen |
| Cristiana Emília de Schwarzburg-Sondershausen | Pai: Cristiano Guilherme I, Príncipe de Schwarzburg-Sondershausen | Avô paterno: António Gunter I de Schwarzburg-Sondershausen | Bisavó paterna: Ana Sibila de Schwarzburg-Rudolstadt             |
| Cristiana Emília de Schwarzburg-Sondershausen | Pai: Cristiano Guilherme I, Príncipe de Schwarzburg-Sondershausen | Avó paterna: Maria Madalena de Zweibrücken-Birkenfeld      | Bisavô paterno: Jorge Guilherme de Zweibrücken-Birkenfeld        |
| Cristiana Emília de Schwarzburg-Sondershausen | Pai: Cristiano Guilherme I, Príncipe de Schwarzburg-Sondershausen | Avó paterna: Maria Madalena de Zweibrücken-Birkenfeld      | Bisavó paterna: Doroteia de Solms-Sonnenwalde                    |
| Cristiana Emília de Schwarzburg-Sondershausen | Mãe: Antónia Sibila de Barby-Mühlingen                            | Avô materno: Alberto Frederico de Barby-Mühlingen          | Bisavô materno: Jacob II de Barby-Mühlingen                      |
| Cristiana Emília de Schwarzburg-Sondershausen | Mãe: Antónia Sibila de Barby-Mühlingen                            | Avô materno: Alberto Frederico de Barby-Mühlingen          | Bisavó materna: Sofia de Schwarzburg-Rudolstadt                  |
| Cristiana Emília de Schwarzburg-Sondershausen | Mãe: Antónia Sibila de Barby-Mühlingen                            | Avó materna: Sofia Ursula de Oldemnurgo-Delmenhorst        | Bisavô materno: António II de Oldemburgo-Delmenhorst             |
| Cristiana Emília de Schwarzburg-Sondershausen | Mãe: Antónia Sibila de Barby-Mühlingen                            | Avó materna: Sofia Ursula de Oldemnurgo-Delmenhorst        | Bisavó materna: Sibila Isabel de Brunsvique-Dannenberg           |